# St. Michael (Miramichi)

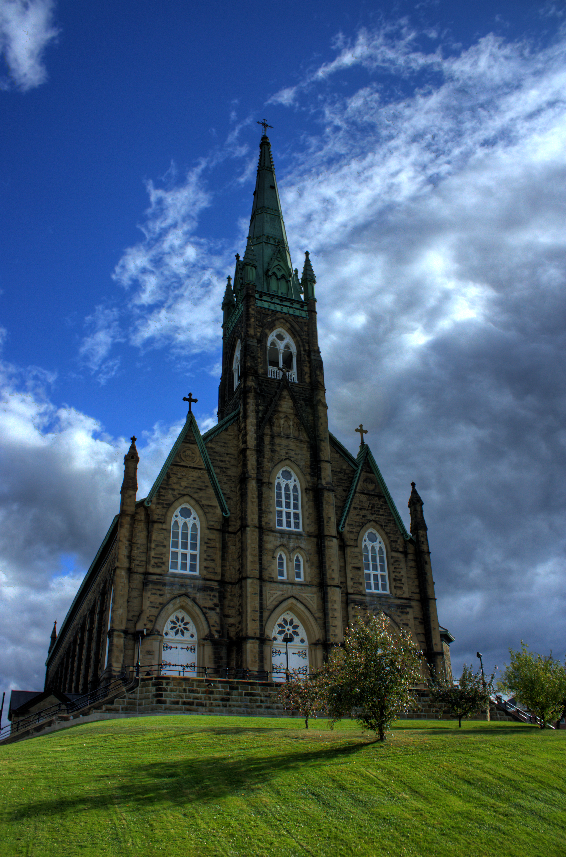
Fassade von St. Michael

Die St.-Michaels-Basilika (englisch Basilica of St. Michael) ist eine römisch-katholische Kirche in Miramichi in New Brunswick, Kanada. Die Prokathedrale des Bistums Saint John ist dem Erzengel Michael gewidmet und hat den Rang einer Basilica minor, die neugotische Kirche ist als Baudenkmal geschützt.

## Geschichte
Die erste Kirche im irisch geprägten Chatham, einem heutigen Stadtteil von Miramichi, wurde 1839 erbaut. Mit der Schaffung des Bistums Chatham aus Gebieten des Bistums Saint John wurde die Kirche 1860 zur Kathedrale erhoben. Ein Brand zerstörte die Kathedrale 1878 vollständig. Der Neubau wurde 1903 begonnen und bis 1922 durch die Berlinguet Company fertiggestellt. Ein erster Gottesdienst fand bereits 1908 in der Unterkirche statt. Durch die Verlegung des Bischofssitzes 1938 in das französischsprachige Bathurst des nunmehrigen Bistums Bathurst verlor die Kathedrale ihren Rang. Sie wurde wieder Teil des englischsprachigen Bistums Saint John mit dem Titel einer Prokathedrale. 1989 verlieh Papst Johannes Paul II. der Kirche den Rang einer Basilica minor.

## Architektur
Die Kirche wurde nach bereits 1878 entworfenen Plänen des Architekten Patrick Keely im neugotischen Stil errichtet und bietet Platz für 1200 Kirchenbesucher. Die Kirche wurde aus lokalem Sandstein errichtet und mit fertig geschliffenen Steinen verkleidet.
Über der Einzelturmfassade auf der Nordseite ragt die kupferne Turmspitze empor, der Kirchturm trägt vier Glocken von 1909. Drei Portale im neugotischen Stil führen durch das Vestibül in das Längsschiff, dessen Arkadengang mit 28 Säulen mit Marmor verkleidet ist. Buntglasfenster von Guido Nincheri und Matthew Martirano beleuchten das 25 Meter zu den Deckengewölben hochragende Kirchenschiff mit schmalen Seitengängen. Der Chorraum ist mit einer polygonalen Apsis abgeschlossen. An der Westwand steht die Kapelle Unserer Lieben Frau.